# سرنوشت سکندر
سرنوشت سکندر (به هندی: Sikandar Ka Muqaddar) فیلم هندی دزدی دلهره‌آور هندی-زبان است که در سال ۲۰۲۴ به نمایش درآمد، کارگردانی آن را نیراج پاندی بر عهده داشت و بازیگران اصلی جیمی شرگیل، آویناش تیواری، تمنا باتیا، راجیو مهتا و دیویا دوتا هستند. این فیلم توسط شیتال باتیا و تحت نشان فرایدی استوری‌تلرز ساخته شده است. فیلم سرنوشت سکندر در روز ۲۹ نوامبر ۲۰۲۴ از طریق نتفلیکس به نمایش گذاشته شد.